# 师 (军队)

北約APP-6A標圖符號

师是軍事單位編制的一種，屬常備軍事組織；通常為多兵種混編部隊，部隊規模比旅大、比軍小。通常來說，一個師標準滿編介於10,000~25,000人，由若干個旅所組成，同時有多種不同兵科搭配運用；因此在近代軍事中，會將師級部隊視為戰略層級的基礎運作單位。
此制度為法國元帥莫里斯·德·薩克斯與维克多-弗朗索瓦·德·布罗伊首創，後被法國政治家拉扎尔·卡诺廣泛用於法国大革命战争，並因拿破仑一世的影響而推廣至全歐。師級單位的指揮官稱師長。
除了陸軍，蘇聯軍中的航空部隊及冷戰結束前的美國空軍體制中也有師級編制，稱「航空師」或「空軍師」；師越來越被旅所取代，但儘管其規模及任務與陸軍師不盡相同，仍然是戰略基礎的運作單位。美國海軍陸戰隊亦設有師級部隊。

## 名詞典故

### 起源
所謂的陸上武力，基於對應不同目標的彈性，因此須以混合編組部隊作戰；然而每個軍事將領對於軍隊的編組各有自己的思考哲學及現實妥協，因此在編制上並未統一。為了適切管理軍事部隊，法國大元帥莫里斯在他的軍事名著「夢想」提出以多種戰鬥單位採規律性的編組成一個整體，強化作戰效能。後來這個概念由維克多·弗朗索瓦，第二代布羅伊公爵實踐。

### 師（早期）
最初始是由拉扎爾·卡諾開始有系統的建立師級單位，當時拉扎爾·卡諾負責公共安全委員會的軍事事務指揮。他在思考軍事組織後得出與波旁政府相同的結論，並開始著手進行師級單位的組建。
這使得軍隊可以更靈活的作戰與機動，甚至使得以往被認為極為困難的大軍指揮變得更容易進行。而之後拿破仑一世由於軍隊規模越來越大更將多個師組建為軍。 隨著一連串拿破崙的軍事勝利，師級單位與軍級單位的組建開始被歐陸各國效法。在拿破崙戰爭的尾聲時，全歐陸的陸軍皆已採用師級單位與軍級單位。

### 師（現代）
在現代，大多數的軍事單位皆有標準化的師級單位。雖然各個國家的師級單位的規模與結構皆不相同，但大多數皆是由10,000至20,000名士兵組成，並且師級單位具備自行支援的能力來進行獨立任務。一般來說，師級單位通常是由一到四個旅或是特遣隊來做為主要的作戰力量，並且會有一個旅或團負責戰鬥支援（通常是砲兵）以及數個師直屬營來負責情報、後勤、偵察以及工程等必要的支援及後勤任務。大多數的軍事單位皆已有對其所屬各式的師編製出理想的組成，藉由編裝表可以得知其編制單位及士兵的職責、該師應有的裝備。
現代的師級單位大多是在20世紀下半葉時為了取代旅級單位而開始建立，但是自從冷戰結束後，世界潮流似乎又翻轉。師級單位最大量運用時，莫過於第二次世界大戰時，交戰諸國部署近一千個師以上的部隊。隨著科技更加進步，一個師具有的作戰能力更是大幅提升。

## 師的種類

### 騎兵師
對過去的大多數國家而言，騎兵通常是以比較小的單位進行組建。但擁有大型陸軍的國家如：大英帝國、美國、法蘭西第一帝國、法蘭西第四共和國、德意志帝國、納粹德國、俄羅斯帝國、大日本帝國、波蘭第二共和國與蘇聯，皆有建立騎兵師。騎兵師的組織結構與步兵師十分相似，差異在於以騎兵旅或騎兵團取代步兵單位，而支援單位比步兵師稍微少一點並更加輕量。砲兵與後勤通常是依靠馬匹攜行。不過第二次世界大戰結束後，大多數的騎兵師皆已被裁撤。
雖然依靠馬匹的騎兵已被淘汰，但在冷戰時騎兵作為快速布署部隊的想法再度卷土重來。與過去依靠馬匹不同，騎兵師朝向兩個現代的運輸方式發展：空中騎兵或是稱為空中機動師，藉由直升機進行機動、裝甲騎兵，獨立作戰的裝甲部隊。前者最早開始建立的部隊為1963年2月1日在班寧堡建立的第11空中突擊師（實驗），該部隊在前往越戰前也就是1965年6月29日更名為美國陸軍第1騎兵師（空中機動）。
越戰結束後，美國陸軍第1騎兵師重新編組並裝備了戰車與裝甲偵查車，轉型為裝甲騎兵。

### 裝甲師
隨著戰車於第一次世界大戰時的發展，部分國家也開始實驗將戰車編組為師級部隊。他們在編組上嘗試使用如騎兵師的編組，但只是將騎兵以裝甲戰鬥車輛代替並將支援單位摩托化。結果因為步兵相較於戰車少了許多，裝甲師在戰鬥中的表現不夠靈活。因此藉由在第一次世界大戰的經驗，重新調整戰車、步兵、砲兵與支援單位的數量後，裝甲師開始大量部署，也在第二次世界大戰成為納粹德國發起閃電戰的進攻矛頭。
在二戰結束後，大部份的步兵師與裝甲師皆配有大量的戰車與步兵單位，兩者的差異就在各營間的比例分配。

### 步兵師
步兵師是指以步兵作為基本作戰單位並有多種支援火力的單位。值得注意的是在蘇聯與俄羅斯，步兵師通常是寫作步槍師。摩托化步兵師是指以步兵作為基本作戰單位並配有較為低裝甲運輸車輛進行機動的部隊。而機械化步兵則是指以步兵作為基本作戰單位並且配有裝步戰車或裝甲運兵車進行機動與火力支援的部隊。

### 砲兵師
拜俄國內戰後期的戰爭經驗與第二次世界大戰的東線戰場的作戰經驗所賜，蘇聯在1942發展出了砲兵師的概念。砲兵師通常是被軍、集團軍甚至戰區指揮官指派進行十分密集的火力支援。動用到砲兵師通常是有足夠人力並且有非常龐大的區域需要防守，例如蘇聯陸軍第34砲兵師與蘇聯陸軍第51近衛砲兵師就是負責這項任務。
砲兵師的概念也是蘇聯軍事教範的一大特色：將砲兵視為一個特殊的武裝部隊，在大型作戰時能僅運用自身的錙重與補給完成其分配的任務目標。也就是使用壓倒性龐大的火力，戰術性破壞甚至直接打穿對方的防線。
時至今日，僅剩下印度陸軍保有兩個砲兵師（自從1988年），伊拉克陸軍及越南人民軍則已撤裁砲兵師的編制。

## 各國編制

### 中國人民解放軍

#### 中國人民解放軍陸軍
在1949年2月全国解放军部队统一番号和建制前，中国共产党领导的武装力量下属的师由于种种原因，人员编制与装备上各师均大有不同，无规律可循。

##### 步兵师
统一番号和编制后，全军共分为70个军210个步兵师，各师下辖10,000余人。
1960年代至1998年，随着经济建设的需要与骡马化的完成，陆军各师根据需要整编为甲、乙种师。
1985年，位于西藏军区的两个师均缩编为山地步兵旅，是解放军第一批“师改旅”的部队。同时各坦克师开始编入集团军。
截至1998年，中国人民解放军陆军的步兵师大体可分为如下种类：
- 机械化步兵师（2个，下辖3个机步团、1个坦克团、1个高炮团、1个炮兵团）
- 北方甲种摩托化步兵师（23个+2特殊，下辖3个摩步团、1个坦克团、1个高炮团、1个炮兵团）
- 北方乙种摩托化步兵师（4个，编制同北方甲种，但下属团多为教导团）
- 南方摩托化步兵师（11个，下辖3个摩步团、1个炮兵团、1个高炮团）
- 北方乙种轻型步兵师（33个，下辖3-4个步兵团、1个炮兵团）

1998年，甲乙类步兵师分类取消。所有步兵师除61师与162师外均整编为五团制摩托化步兵师或机步师，或成为第二批“师改旅”部队缩编为旅；坦克师均改称装甲师。2003年，进行第三批“师改旅”。
2011年-2019年，随着深化国防和军队改革的进行，陆军将几乎所有作战序列中的师级单位拆分出新的旅。
截至2022年，陆军机动作战序列中仅保留有5个步兵师改制的合成师（4个位于新疆军区，1个位于北京卫戍区），它们是：
- 合成第四师
- 合成第六师
- 合成第八师
- 合成第十一师
- 警卫第三师

##### 坦克师/装甲师
1950年，陆军总共成立4个坦克师：
- 坦克第一师（由第四野战军战车师改制，1998年改制为装甲师，2011年被拆分）
- 坦克第二师（由第三野战军战车师改制，1998年改制为装甲师，2011年被拆分）
- 坦克第三师（建国后新建，1998年改制为装甲师，2011年被拆分）
- 战车第二十六师（建国后新建，1952年被撤销）

1968-1969年，新成立10个坦克师：
- 坦克第四师（1998年改制为装甲师，2011年被拆分）
- 坦克第五师（1998年缩编为装甲旅）
- 坦克第六师（1998年改制为装甲师，2017年被拆分，最后一个被拆分的装甲师）
- 坦克第七师（1998年缩编为装甲旅）
- 坦克第八师（1998年改制为装甲师，2011年被拆分）
- 坦克第九师（1976年被裁）
- 坦克第十师（1998年改制为装甲师，2011年被拆分）
- 坦克第十一师（1998年改制为装甲师，2011年被拆分）
- 坦克第十二师（1998年改制为装甲师，2011年被拆分）
- 坦克第十三师（1976年被裁）

##### 炮兵师
自1950年来，解放军共建立了16个地面炮兵师、2个火箭炮兵师、4个反坦克炮兵师、15个高射炮兵师，绝大多数炮兵师在1985-2003年均缩编或拆分为炮兵旅、高炮旅后编入集团军。最后一个被拆分的是炮兵第九师，于2013年拆分。

##### 其它
陆军还建立过包括铁道兵师、骑兵师、机炮师、海防师等单位，均最迟在2017年被缩编、拆分或撤销。

#### 中國人民解放軍海軍
1953年，中國人民解放軍海軍组建了海军陆战师，1957年撤销。
截至2022年，海军中仅有海军航空兵的4个大型机师位于作战序列中，它们是：
- 特种机第一师
- 特种机第二师
- 特种机第三师
- 北部战区海军轰炸机师

#### 中國人民解放軍空軍
中國人民解放軍空軍在1961年组建空降第十五军，下辖空降第四十三、四十四、四十五师，1985年，在百萬大裁軍中，三个空降师均改为旅。1992年重新恢复成师。2017年，各师拆分为6个空降旅与1个特种作战旅。
此外，空军还组建了19个高射炮兵师与4个地空导弹师，均在2017年前被裁掉或拆分
截至2022年，空军仅有航空兵的9个大型机师，它们是：
- 轰炸机第八师
- 轰炸机第十师
- 轰炸机第三十六师
- 运输机第四师
- 运输机第十三师
- 运输机第三十四师
- 特种机第十六师
- 特种机第二十师
- 特种机第二十六师

### 中國人民武裝警察部隊
1996-1998年，中国人民解放军陆军师取消甲乙分类，先前的乙种师或改为预备役，要么或武警部队为机动师。共有13个前陆军乙种步兵师转隶为武警部队机动师，番号数字不变，它们是：
- 武警第二师
- 武警第三十八师
- 武警第四十一师
- 武警第六十三师
- 武警第八十一师
- 武警第九十三师
- 武警第一一四师
- 武警第一一七师
- 武警第一二〇师
- 武警第一二六师
- 武警第一二八师
- 武警第一八一师
- 武警第一八七师

2017年，随着深化国防和军队改革的进行，机动师编制撤销，全国武警机动部队整编为两个机动总队（军级编制），自此武警部队除院校与科研机构外再无师级编制。

### 中華民國國軍
中華民國國民革命軍接受蘇聯援助後，按照蘇聯顧問的意見採取三三制。
北伐成功後改效法德軍編制，分成甲、乙、丙三種師編制：
- 甲種師：轄兩旅，旅轄三團。或轄三旅，旅轄兩團，共六團。
- 乙種師：轄兩旅，旅轄兩團，共四團。抗戰前此種編制最流行。
- 丙種師：不轄旅，共三團。

1949年中華民國政府遷都到臺北，中華民國國軍自中國大陸轉進至臺灣後，在時任中華民國總統蔣中正指示下開始對中華民國陸軍部隊進行全面整編，1950年7月完成第一次整編時，由56個師縮編為39個師（分屬12個軍）。
1989年，6個軍的司令部全部裁撤後，各師直屬軍團。
1998年精實案實施，24個師調整後僅餘8個「師指揮機構」，戰時遂行作戰指揮。
2007年7月，因應精進案第二階段，8個「師指揮機構」全部改編及裁撤。至此，陸軍無師級編制。
裁撤前國軍一師理論滿編為6,000人左右（師長編階陸軍少將）：
- 師部
- 3個步兵團（4,800人）
  - 機槍連
  - 特務排
  - 擔架排
  - 通訊班
  - 3個步兵營
    - 3個步兵連（含連長、文書1人、傳令1人、司號1人、伙伕9人，計143人一連）
      - 3個步兵排（43人一排）
        - 3個步兵班（14人一班）

̆
- 砲兵連
- 運輸連
- 特務連
- 工兵排
- 通訊排
- 擔架排

### 日本

#### 大日本帝國陸軍
二戰前的大日本帝國陸軍及戰後的陸上自衛隊均設有師團。日本帝國陸軍的師團分為甲種師團（常指二戰前日軍的17個常備師團）和乙種師團。前者採用四四制編制，約15,000至20,000人，人數多、裝備好、訓練有素、戰鬥力強；後者採用三三制編制，約10,000人，裝備一般、戰鬥力較甲種師團為弱。

##### 师团编制

###### 四单位制师团
常设四联队师团辖二旅团四步兵联队（每旅团两个步兵联队），骑、炮、工、辎各一联队，共8个联队。一般齐装满员的日军常备主力陆军师团兵力可达25000-28500人，拥有战马7630匹、步骑枪14900枝、掷弹筒144个、轻机枪288挺、重机枪54挺、山炮16门、野炮36门等武器装备，是由多兵种配合的具有强大战斗力的作战单位。这类师团又区分为挽马制（原野作战型）与驮马制（山地作战型）两类。挽马制师团约25000人。驮马制师团因马匹比挽马制师团多，人员也相应增多，每师团28500人。特设的驮马制师团人数为28200人，挽马制师团人数为24400人。

###### 三单位制师团
三单位制师团也称三联队制师团，就是师团基本部队为三个步兵联队，取消了旅团一级编制。
由师团下辖一个步兵团，约8700人，步兵团的团长由原来的旅团长担任，军衔为少将。步兵团下辖三个步兵联队，每个联队下辖三个步兵大队（故也称“三三制”）。师团仍编有骑、炮、工、辎重兵联队等单位（骑兵联队改为搜索队），全师团定员减至1.2-1.3万人，配备军马2065匹，步骑枪8940枝、掷弹筒216个、轻机枪216挺、重机枪54挺、平射炮18门、山炮12门等武器装备。
1938年10月武汉会战结束之后，由于战场扩大与战争消耗剧增，日军进行了编制上的调整，将三单位制师团的特科部队予以补充，使师团总人数达到了15000-17000人。
除了新组建的三单位制师团，从1939年10月开始，日军为适应中国战场作战的需要，陆续将原来的四单位制师团整编为三单位制，即从原四联队师调出一个步兵联队组建新的师团。

##### 师团分配和沿革
西元1941年太平洋戰爭爆發時，日軍共有51個師團，39個混成旅團。
其中深陷中國戰場的有35個師團加38個獨立混成旅團；派往太平洋戰略方向的有11個師團和1個混成旅團（佔地面部隊總數的20%）。
1943年，為應對太平洋戰爭島嶼防禦戰，日軍六個師團改編為海洋師團編制。

#### 陸上自衛隊
二戰之後，日軍遭到解散，直至冷戰時期才在美國協助下重新武裝化。1950年至1962年間，陸上自衛隊及其前身組織——警察預備隊及保安隊設有相當於師團的「管區隊」，指揮官則稱「管區隊總監」。這些部隊在1962後改制為師團，管區隊總監也改稱師團長，階級為陸將（相當於中將）。

### 俄羅斯
蘇聯解體後，俄羅斯坦克和摩托步槍師淪為近乎「幹部狀態」，許多被指定為「儲存武器和裝備的基地」。這些基地，或稱「幹部師」，意思是配備了全兵力摩托步槍或坦克師的所有重型武器，但只有少許人員，低至500人。一個幹部師的官兵主要集中在維護設備的工作狀態。在戰時動員期間，這樣的師會被加強到滿員。然而，在非戰爭時期，幹部師是不適合任何戰鬥的。

#### 俄羅斯陸軍
截至2020年，俄羅斯陸軍共有10個師：
- 第2近衛摩托化步兵師，總部在莫斯科
- 第3摩托化步兵師（英语：3rd Motor Rifle Division），總部在瓦盧伊基
- 第4近衛坦克師，總部在納羅-福明斯克
- 第18機槍砲兵師，總部在庫里爾斯克區
- 第19摩托化步兵師（英语：19th Motor Rifle Division），總部在弗拉季高加索
- 第42近衛摩托化步兵師，總部在格羅茲尼區
- 第90近衛坦克師，總部在切巴爾庫爾
- 第127摩托化步兵師，總部在濱海邊疆區
- 第144近衛摩托化步兵師（英语：144th Guards Motor Rifle Division），總部在葉利尼亞
- 第150摩托化步兵師（英语：150th Rifle Division），總部在新切爾卡斯克

#### 俄羅斯海軍岸防兵
俄羅斯海軍岸防兵裡只有第18近衛摩托化步兵師，而總部在加里寧格勒

#### 俄羅斯空降軍
俄羅斯空降軍共有4個師：
- 第7山地近衛空中突擊師（英语：7th Guards Mountain Air Assault Division），總部在新羅西斯克
- 第76近衛空中突擊師，總部在普斯科夫
- 第98近衛空中突擊師（英语：98th Guards Airborne Division），總部在伊萬諾沃
- 第106近衛空中突擊師（英语：106th Guards Airborne Division），總部在圖拉

#### 俄羅斯火箭軍
俄羅斯火箭軍共有12個師：
- 第7近衛火箭師（英语：7th Guards Rocket Division），總部在奧焦爾內
- 第8火箭師，總部在五一鎮
- 第13紅旗火箭師（英语：13th Red Banner Rocket Division），總部在亞斯內附近
- 第14火箭師，總部在約什卡爾奧拉
- 第28近衛火箭師（英语：28th Guards Rocket Division），總部在科澤利斯克
- 第29近衛火箭師（英语：29th Guards Rocket Division），總部在伊爾庫次克
- 第35火箭師（英语：35th Rocket Division），總部在巴爾瑙爾
- 第39火箭師，總部在新西伯利亞
- 第42火箭師（英语：42nd Rocket Division），總部在下塔吉爾
- 第54近衛火箭師（英语：54th Guards Rocket Division），總部在捷伊科沃
- 第60火箭師，總部在塔季謝沃附近
- 第62火箭師（英语：62nd Rocket Division），總部在烏茹爾

#### 俄羅斯近衛軍
俄羅斯近衛軍裡只有獨立作戰任務師，而總部在莫斯科

### 美國
美國師級部隊由少將所指揮。現時，美國陸軍師級部隊由四個旅級戰鬥隊以及一個戰鬥航空旅組成，每個旅級戰鬥隊則分配了三個營。
美國陸軍目前有11個現役的師級部隊：
- 第1装甲师（1st Armored Division），總部在德州布利斯堡
- 第1騎兵師（1st Cavalry Division），總部在德州胡德堡
- 第1步兵師（1st Infantry Division），總部在堪薩斯州雷利堡
- 第2步兵師（2nd Infantry Division），總部在韓國議政府市紅雲基地
- 第3步兵師（3rd Infantry Division），總部在喬治亞州史得華堡
- 第4步兵師（4rd Infantry Division），總部在科罗拉多州卡森堡
- 第7步兵師（7rd Infantry Division），總部在華盛頓州塔科馬路易斯·麥克喬德聯合基地（英语：Joint Base Lewis–McChord）
- 第10山地師（10th Mountain Division），總部在紐約德拉姆堡
- 第25步兵師（25th Infantry Division），總部在夏威夷斯科菲爾德軍營
- 第82空降師（82nd Airborne Division），總部在北卡羅來納州布拉格堡
- 第101空中突擊师（101st Air Assault Division），總部在肯塔基州坎貝爾堡

美國陸軍國民警衛隊則有八個師級部隊：
- 第28步兵師
- 第29步兵師
- 第34步兵師
- 第35步兵師
- 第36步兵師
- 第38步兵師
- 第40步兵師
- 第42步兵師

美國陸軍預備役部隊中也保留了两个师级建制，用以培训军事武装力量: 
- 第95预备役步兵师, 总部在俄克拉荷马州斯蒂尔堡
- 第100预备役步兵师, 总部在肯塔基州诺克斯堡

美國海軍陸戰隊師級部隊包括三個步兵團和一個砲兵團，和其他專門的單位如戰車營，偵察營，兩棲突擊營，戰鬥工兵營等。。
現時美國海軍陸戰隊共有三個現役及一個預備的師級部隊：
- 第1海軍陸戰師
- 第2海軍陸戰師
- 第3海軍陸戰師
- 第4海軍陸戰師 ，為預備役部隊